# Distretto di Steckborn
Il distretto di Steckborn è stato un distretto del Canton Turgovia, in Svizzera. Confinava con i distretti di Kreuzlingen a est, di Weinfelden a sud-est, di Frauenfeld a sud e di Diessenhofen a ovest, con il Canton Zurigo (distretto di Andelfingen) a ovest, con il Canton Sciaffusa e la Germania (circondario di Costanza nel Baden-Württemberg) a nord. Il capoluogo era Steckborn. Comprende una parte del lago di Costanza.
Amministrativamente era diviso in 12 comuni:
- Berlingen
- Eschenz
- Herdern
- Homburg
- Hüttwilen
- Mammern
- Müllheim
- Pfyn
- Raperswilen
- Salenstein
- Steckborn
- Wagenhausen